# Kristiina Ehin
Kristiina Ehin, född 18 juli i Rapla, är en estnisk poet, novellförfattare och översättare.
Hon föddes i Rapla och är dotter till poeterna Andres Ehin och Ly Seppel. 2004 tog hon examen i jämförande och estnisk folklore vid Tartu universitet. Hon har gett ut ett flertal dikt- och novellsamlingar samt återberättade versioner av sydestländska sagor för barn.
2004 gavs diktsamlingen Som en tiger bland likadana randiga ut av Ariel förlag, vilken innehåller ett urval av Ehins dikter översätta till svenska av Peeter Puide..

### Diktsamlingar
- 2000: Kevad Astrahanis: luuletusi 1992–1999
- 2003: Simunapäev
- 2004: Luigeluulinn
- 2005: Kaitseala
- 2009: Emapuhkus
- 2011: Viimane Monogaamlane

### Prosa
- 2006: Pillipuhujanaine ja pommipanijanaine
- 2009: Päevaseiskaja - Lõuna-Eesti muinasjutud
- 2011: Viimane Monogaamlane
- 2012: Kirjatud teekond
- 2013: Paleontoloogi Päevaraamat